# Flughafen Siem Reap

i7
i11
i13
Der Flughafen Siem Reap (Khmer: អាកាសយានដ្ឋានអន្តរជាតិសៀមរាប; englisch Siem Reap International Airport, (IATA-Code: REP, ICAO-Code: VDSR)) war ein internationaler Flughafen in Kambodscha. Er befand sich acht Kilometer nordwestlich von Siem Reap, nahe der Tempelanlage Angkor Wat. Offizielle Eröffnung des neuen Terminals des Flughafens war am 28. August 2006, erweitert wurde die Fläche des Flughafens 2016. Gemessen an der Zahl der beförderten Passagiere und Flugbewegungen war der Flughafen der zweitgrößte des Landes, nach dem Hauptstadtflughafen in Phnom Penh.
Am 15. Oktober 2023 wurde der Flugbetrieb am Flughafen Siem Reap eingestellt und tags darauf der neu gebaute Flughafen Siem Reap-Angkor in Betrieb genommen. Dieser befindet sich rund 45 Kilometer östlich des Stadtzentrums.

## Besonderheiten
Um durch Vibrationen die nahegelegenen Tempelanlagen nicht zu gefährden, waren Flugbewegungen ausschließlich in südwestlicher Richtung gestattet (Starts via Runway 23, Landungen via Runway 05).